# 强迫皈依
强迫皈依是指有人在外界的胁迫下皈依其他宗教或改成无宗教信仰。 被迫皈依其他宗教或被迫改成非宗教信仰的人可能会继续依然堅持自己的信仰，不過他會裝作自己已經改信其他宗教。